# 塞維利亞奧林匹克體育場
西維爾奧林匹克球場（西班牙語：Estadio Olímpico de la Cartuja）是一個位於西班牙西維爾的多用途的體育場。球場於1999年完成，並舉辦了該年的世界田徑錦標賽。球場可以容納57,619名觀眾，並被歐洲足協評為五星級足球場。2003年，歐洲足協盃的決賽在球場上演，由來自蘇格蘭的些路迪，對來自葡萄牙的波圖。最後，波圖憑著加時時的入球，以3-2擊敗對手。
西維爾希望以球場作為賣點，先後2次希望申辦2004年和2008年奧運會，但都未能成功。最後，政府希望為球場找尋新的主人。可是，西維爾的兩間大球會西維爾及貝迪斯都不願意接收球場。
西班牙國家足球隊都會使用球場，作為其主場。自2021年起，西班牙国王杯决赛每年都在该场地进行。

## 外部連結
- fussballtempel.net - 西班牙足球場 （页面存档备份，存于）
- fussballtempel.net - 球場圖片 （页面存档备份，存于）

| 前任： 奧林匹克體育中心 雅典  | 世界田徑錦標賽 場地 1999年 | 繼任： 國家體育場 愛民頓          |
| 前任： 飛燕諾球場 鹿特丹      | 歐洲足協盃 決賽場地 2003年 | 繼任： 烏利維球場 哥德堡          |
| 前任： 罗德·拉沃竞技场 墨爾本 | 台維斯盃 決賽場地 2004年   | 繼任： Sibamac Arena 布拉迪斯拉發 |

37°25′2.05″N 6°0′16.43″W / 37.4172361°N 6.0045639°W